# جون ويليام شوارتز
جون ويليام شوارتز هو سياسي كندي، ولد في 1755. انتخب عضو مجلس نواب نوفا سكوتيا.